# چاییرووا (ترکیه)
چاییرووا (به ترکی استانبولی: Çayırova District) یک منطقهٔ مسکونی در ترکیه است که در استان قوجاایلی واقع شده‌است.